# Тара (пакування)
Та́ра, пакування (хибна калька з російської — «упаковка») — промисловий виріб, що призначається для пакування, зберігання, переміщення і реалізації товарів у сфері обігу. Паковання зберігає товар від пошкоджень, сприяє його безпечному транспортуванню, збереженню та продажу. Тара забезпечує збереження споживчих властивостей товарів, полегшує їх транспортування і виконання вантажно-розвантажувальних робіт..

## Призначення
Паковання призначене для вирішення складних завдань: утилітарного, естетичного, функції продажу. За прямим призначенням — це тара, з погляду естетики — дизайнерський об'єкт. Як рекламоносій та носій інформації «німий продавець». Паковання також є хранителем культурного коду, твором мистецтва, довідником, «історією в картинках».
Екструдовані продукти упаковують в пакети із целофану, віскотену, в картонні пачки з внутрішнім пакетом із полімерних термозварювальних матеріалів, картонні ящики з гофрованого або пресованого картону, запаковані у вакуумну плівку, металізовані пакети з біоксальноорієнтованої поліпропіленової плівки (БОПП) і вакуумне пакування. Для упакування фармацевтичних товарів і товарів для роздрібної торгівлі використовують блістерне паковання.

## Матеріали
Матеріал виготовлення є провідною ознакою класифікації. Раніше, для оформлення готової продукції використовували папір, картон, скло, бляхи (жерсть), шовк, шкіру, і навіть солому і лозу.
Пакувальний матеріал — матеріал, з якого виробляють паковання і який забезпечує можливість повторного використовування паковання чи екологічно чистого її знищення.

- Дерев'яна тара становить основну складову в структурі тарообігу й на сьогодні є основним видом тари для пакування і транспортування товарів народного споживання.
- Картонна і паперова тара — ящики (короби), коробки, мішки, пакети належать до перспективних видів тари. Виробництво транспортної тари з гофрованого картону широко використовують у світовій практиці.
- Текстильна, або м'яка, тара — це мішки (бавовняні, лляні, джутові, лляно-джуто-кенафні, конопляні), а також пакувальна тканина.
- Металева тара у порівнянні з іншими видами має найвищу механічну міцність, герметичність і термостійкість. для затарювання товарів використовують бочки, барабани, балони, фляги, спеціальні металеві стрічки.
- Полімерна тара має незначну питому вагу в загальному обсязі тари. Вона є перспективою, має достатню міцність, хімічно стійка, легка. Основними видами споживчої та транспортної полімерної тари є банки, коробки, флакони, пакети, ящики, мішки, каністри, пакувальні стрічки (ПЕТ, поліпропіленові, кордові) та ін.

## Типологія тари

### за функціями в процесі товарного обігу
За функціями в товарному обміні розрізняють тару транспортну, споживчу і тару-обладнання.
- Транспортна (зовнішня) тара забезпечує транспортування і збереження товарів та є самостійною транспортною одиницею. До неї належать ящики, бочки, мішки, балони, фляги, стрічки, плівки тощо. Модулем (базою) уніфікації для транспортної тари прийнято розміри міжнародного плоского піддона 800×1200 мм. Зазвичай виступає як допоміжне паковання. Різні види транспортної тари можна комбінувати між собою (наприклад, розташувати на палеті мішки та скріпити їх поліпропіленовою стрічкою).

- Споживча (внутрішня) тара або паковання не є самостійною транспортною одиницею і надходить з продукцією до кінцевого споживача. Її вартість є складовою частиною вартості продукту, що реалізується. Це пакети, коробки, пляшки, банки, флакони тощо.

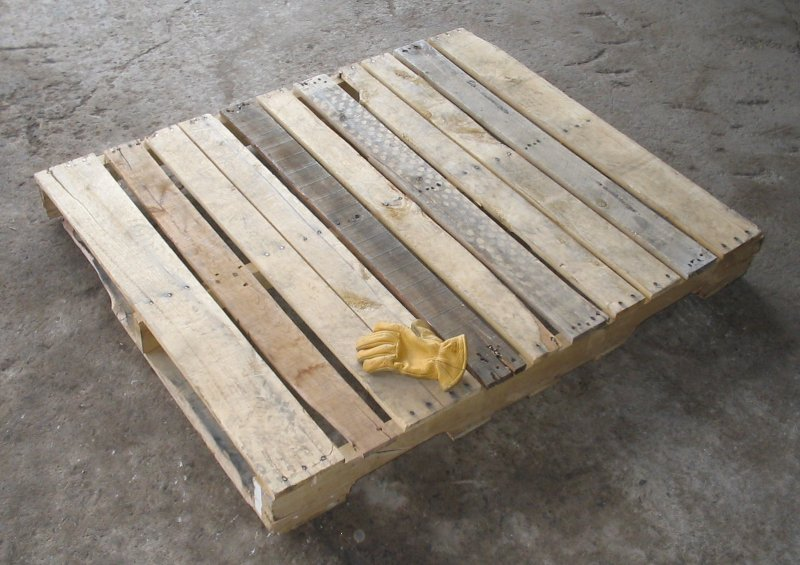
Класичний дерев'яний піддон (палета)

- Тара-обладнання — це технічний засіб, який використовують для укладання, тимчасового зберігання додаткового запасу та продажу товарів населенню в торговому залі магазину.

### За призначенням
За призначенням тару поділяють на спеціалізовану й універсальну. Спеціалізовану тару використовують для затарювання, зберігання і доставляння означеного товару, універсальна — для різних товарів. Паковання за зниженою ціною — знижені ціни вказуються виробником безпосередньо на пакованні або ярлику.

### За кратністю використання
За кратністю використання в тарообігу тара поділяється на тару одноразового використання (однообігову) та багатообігову.
- Тару одноразового використання (паковання сигарет, коробки з-під сірників, цукерок тощо) використовують для затарювання товарів один раз і після її звільнення підлягає утилізації, тобто така тара непридатна для повторного використання, бо її збирання, зберігання, повернення менш вигідні, ніж нове виготовлення.

- Багатооборотна тара здійснює декілька оборотів і повертається для повторного використання постачальникам або тароремонтним підприємством. Кількість оборотів залежить від її міцності та дотримання правил експлуатації.

### За конструктивними особливостями
За конструктивними особливостями тара поділяється на нерозбірну і розбірну, складану, розбірно-складану, щільну, решітчасту, відкриту і закриту. Найбільше поширення в практиці торгівлі дістала нерозбірна транспортна тара.
Залежно від специфічних властивостей тара буває ізотермічна (зберігає задану температуру, ізобарична (зберігає заданий тиск), пило-, газо-, вологонепроникна, герметична тощо.